# Tatochila mercedis
Tatochila mercedis es una especie de mariposa de la subfamilia Pierinae (familia Pieridae) de América del Sur.
Fue descrita por primera vez por el naturalista alemán Johann Friedrich von Eschscholtz en 1821 como Pontia mercedis.

## Galería de imágenes

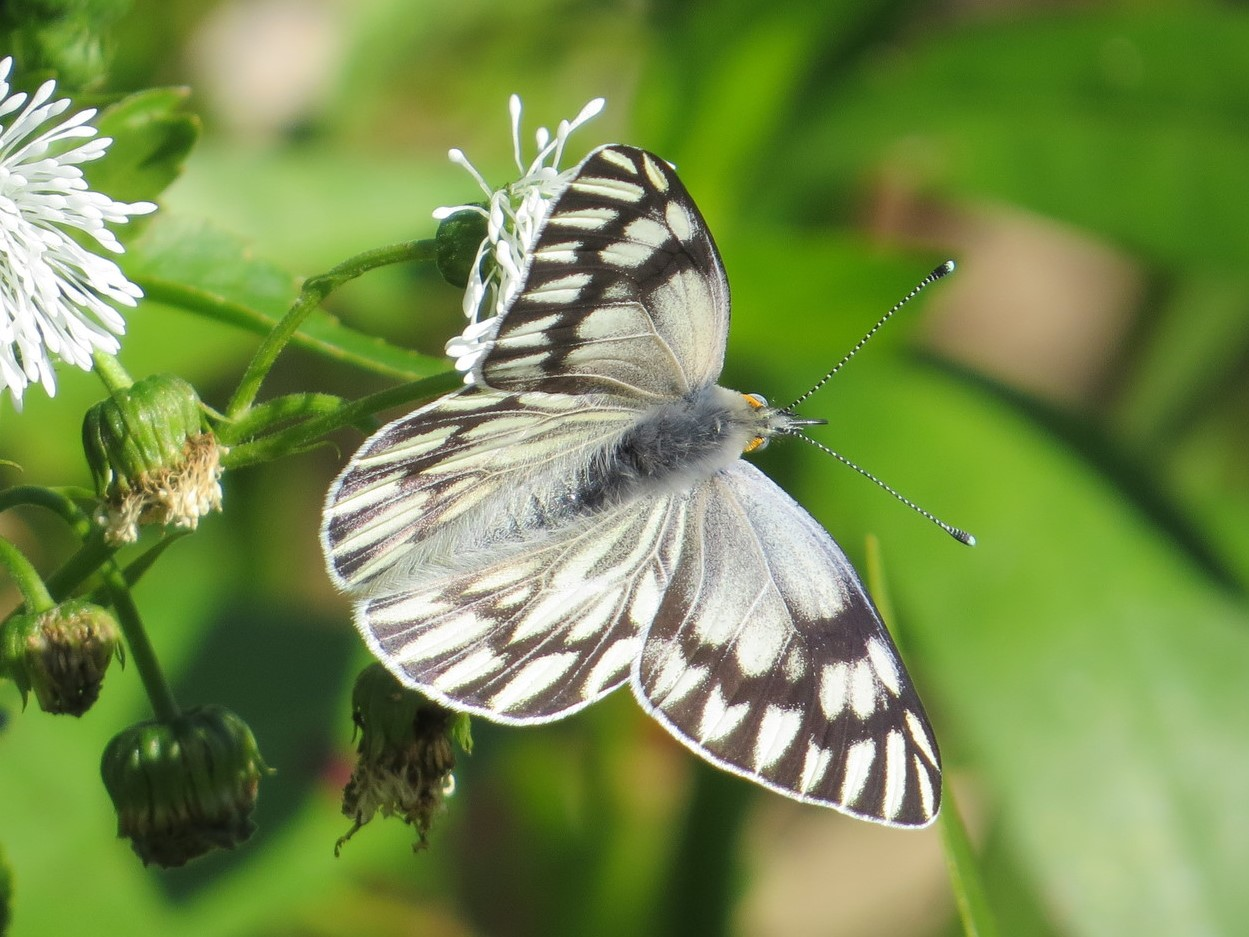
Adulto de Tatochila mercedis en San Fernando, Provincia de Buenos Aires, Argentina.
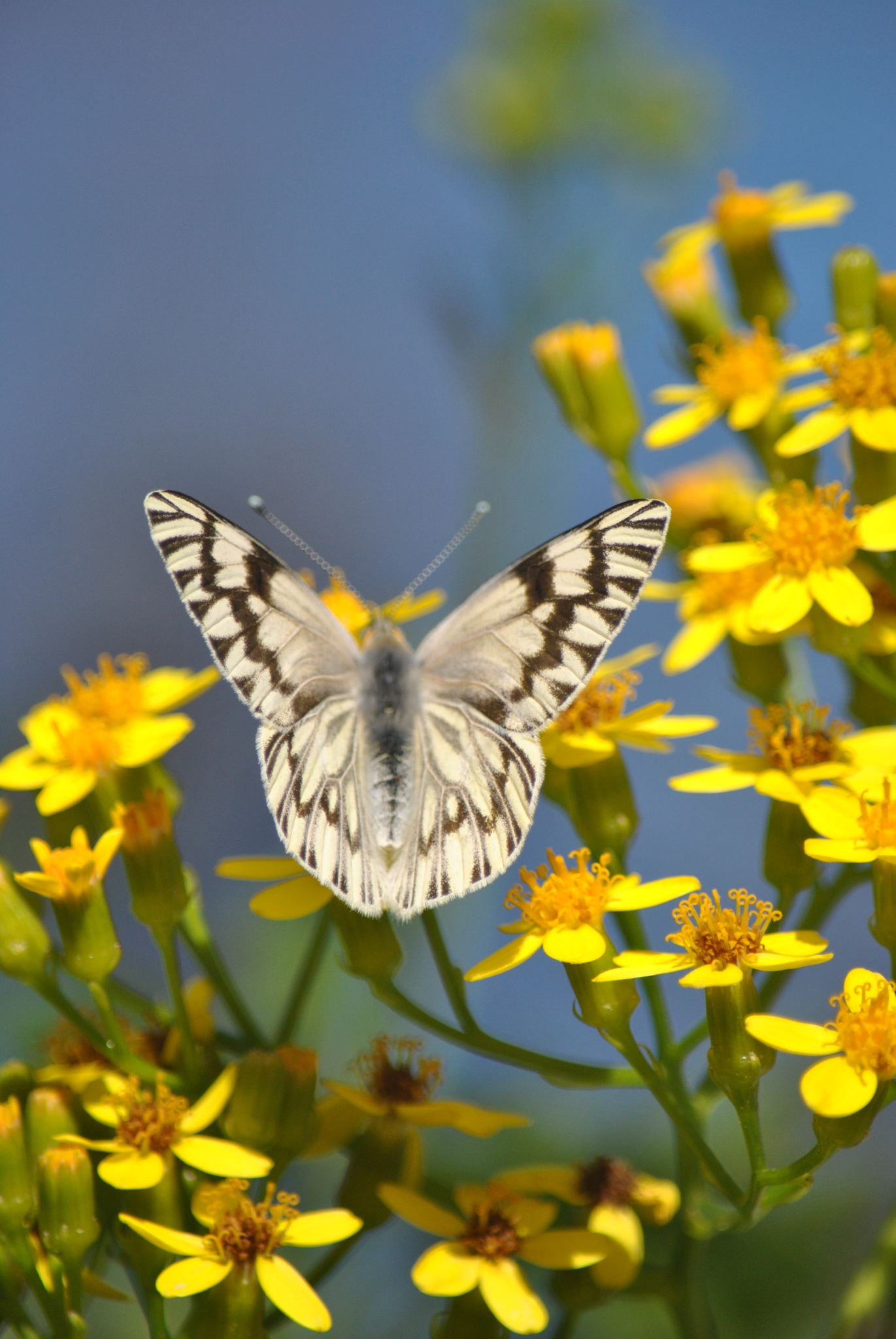
Adulto de Tatochila mercedis en Pehuen-co, Provincia de Buenos Aires, Argentina.]
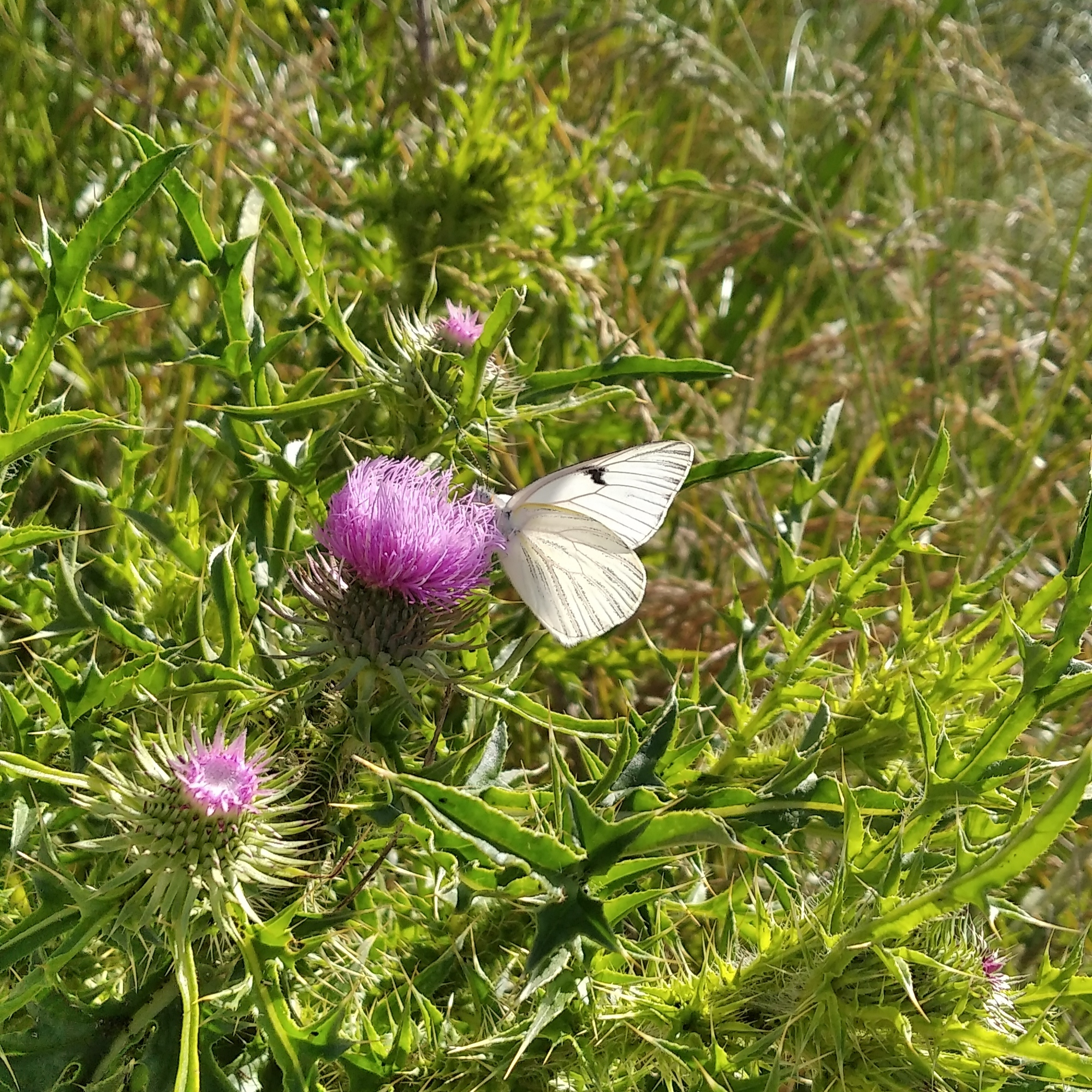
Adulto de Tatochila mercedis en Mar del Tuyu, Provincia de Buenos Aires, Argentina.
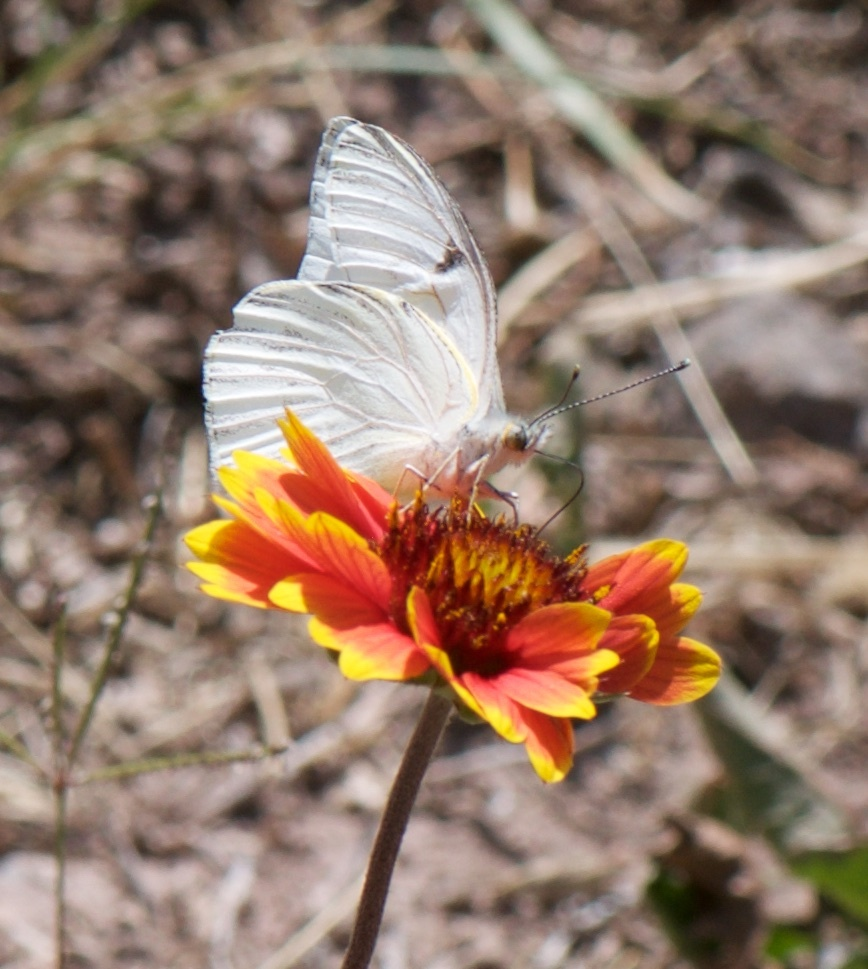
Adulto de Tatochila mercedis en Luján de Cuyo, Provincia de Mendoza, Argentina.
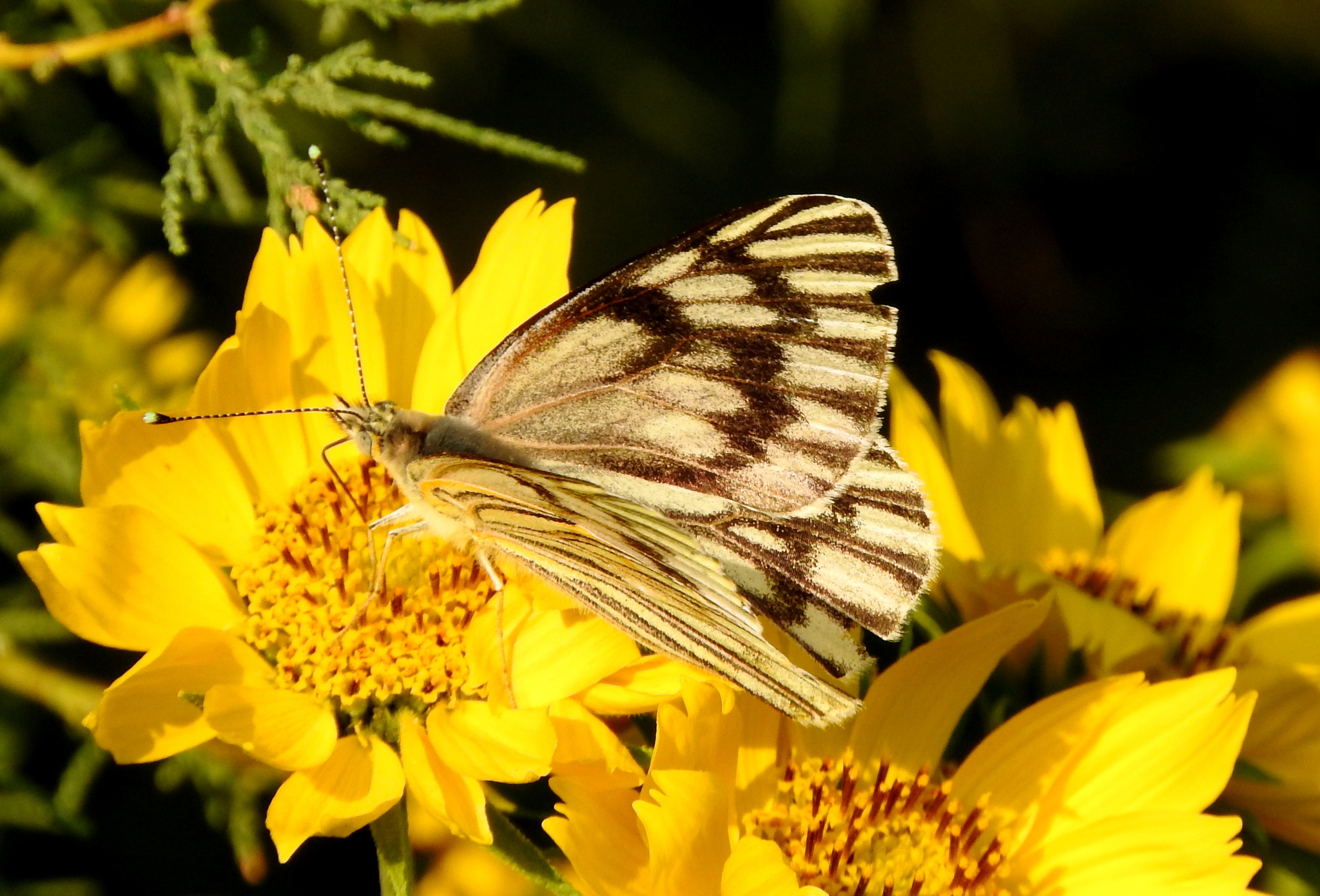
Adulto de Tatochila mercedis en Pehuen-co, Provincia de Buenos Aires, Argentina.